# 感慨無量
| ウィキペディアには「感慨無量」という見出しの百科事典記事はありません（タイトルに「感慨無量」を含むページの一覧/「感慨無量」で始まるページの一覧）。 代わりにウィクショナリーのページ「感慨無量」が役に立つかもしれません。 |